# 因达亚图巴
因达亚图巴是巴西圣保罗州的一个市镇。总面积310.564平方公里，总人口183803人，人口密度591.8人/平方公里。